# Ridgeville, Alabama
Ridgeville là một thị trấn thuộc quận Etowah, tiểu bang Alabama, Hoa Kỳ. Dân số năm 2009 là 152 người, mật độ đạt 71 người/km².